# Derrick Plourde
Derrick William Plourde (Goleta, California, 17 de octubre de 1971-Goleta, California, 30 de marzo de 2005) fue conocido por ser el baterista original de Lagwagon y The Ataris, además de compositor y músico de punk en general, ya que tocaba diversos instrumentos.

## Biografía
Plourde fundó en 1990, junto a Joey Cape y los suyos, la banda de punk rock Lagwagon. Con ellos grabó tres álbumes de estudio y un 7". Dejó la banda en 1996, siendo sustituido por Dave Raun. Tras dejar Lagwagon ingresa en la recién creada banda de punk pop The Ataris, ya que estaban buscando a su primer baterista. Pero deja la banda al año siguiente tras haber grabado un disco.
En 2000 forma Bad Astronaut, junto a su excompañero en Lagwagon Joey Cape. El 30 de marzo de 2005, Plourde se suicida y Cape anuncia en el MySpace de esta banda que la agrupación se desintegra tras la muerte de Plourde. Ya en su infancia le fue detectado trastorno bipolar, lo que le llevó finalmente al suicidio.
Sus compañeros de Lagwagon le dedicaron el álbum Resolve, lanzado el 1 de noviembre de 2005. NOFX cita a Plourde en la canción «Doornails», de su disco Wolves in Wolves' Clothing.